# Cal Lleó (Porrera)
Cal Lleó és una obra amb elements barrocs de Porrera (Priorat) inclosa a l'Inventari del Patrimoni Arquitectònic de Catalunya.

## Descripció
Edifici bastit de maçoneria arrebossada i pintada i cobert per teulada a dos vessants. A la façana s'obren una porta i una finestra a la planta baixa dos balcons i dues finestres al pis i dos balcons que emmarquen una galeria de tres arquets a les golfes. Cal destacar al porta, de pedra i arc rebaixat amb un escut amb un lleó i la data de 1797.

## Història
La construcció correspon al període de desenvolupament demogràfic i urbà que experimentà el poble el segle xviii. La casa fou propietat d'una família benestant de Porrera, venuda amb posterioritat als actuals ocupants, que la mantenen en un excel·lent estat de conservació.